# Tirstrup
Tirstrup is een plaats in de Deense regio Midden-Jutland, gemeente Syddjurs, en telt 525 inwoners (2007).
De plaats ligt in het midden van het schiereiland Djursland, en de luchthaven van Aarhus ligt een paar kilometer westelijk.